# Edificio Banco Hipotecario Nacional (Tucumán)
El Edificio del ex Banco Hipotecario Nacional es un edificio de San Miguel de Tucumán, Tucumán, Argentina. Fue creado para albergar la subsede del Banco Hipotecario en la provincia mencionada, pero desde 2017 hay una sucursal de la Librería Cúspide tras una remodelación.

## Historia
En 1886 es fundado el Banco Hipotecario, abriéndose una sucursal en la intersección de Salta y Las Heras el 22 de enero de 1887 en la capital tucumana. En 1930 se adquiere un solar entre las calles San Martín y Junín, comenzando las obras ese mismo año. Pero con el derrocamiento de Hipólito Yrigoyen la obra quedó paralizada. En 1937, tras diversas quejas por el abandono de la obra, los trabajos fueron reiniciados. El edificio fue finalmente inaugurado el 31 de octubre de 1939. 
Tras décadas de operatividad, el Banco Hipotecario fue privatizado y el edificio fue ocupado por el Banco de Santiago del Estero hasta 2007. Luego de esa experiencia, el inmueble quedó abandonado hasta 2017. Ese año se realizó una remodelación y refuncionalización del edificio para que funcionara la Librería Cúspide. La librería fue abierta el 7 de julio por el intendente Germán Alfaro, funcionarios y empresarios del Grupo Bloom. 

## Descripción
El edificio, adecuado para librería, cuenta con tres salones de usos múltiples para presentaciones artísticas y literarias, sanitarios, espacio de esparcimiento para niños y un restaurante. Además, se construyó un entrepiso metálico fundado sobre pilares en el subsuelo y planta baja. La librería es la más grande del interior de Argentina, contando con 50.000 títulos literarios y 80.000 ejemplares. 